# Ron Jeremy
Pour les articles homonymes, voir Jeremy.
Ronald Jeremy Hyatt, dit Ron Jeremy, né le 12 mars 1953, est un acteur, réalisateur et producteur américain de films pornographiques.

## Jeunesse
Né le 12 mars 1953 dans le quartier de Bayside (arrondissement de Queens) à New York dans une famille juive, il a étudié à l'école secondaire de Benjamin N. Cardozo.

## Début de carrière
Au début des années 1970, il se lance dans l'industrie du film pornographique, peu installée à l'époque dans la ville de New York. L'aventure de Ron Jeremy commença quand sa petite amie envoya une photo de lui nu au magazine Playgirl. C'est à ce moment qu'il décida de prendre le nom de Jeremy (qui est en fait son second prénom). Son évolution dans le milieu pornographique commença à l'époque de ce que l'on appelle « l'âge d'or de la pornographie », soit les années 1970 et le début des années 1980, époque qui vit entre autres le succès de Gorge profonde.
Ron Jeremy devint une figure de proue de l'industrie pornographique américaine. Comme à cette époque la production de films à caractère pornographique était illégale, Jeremy dut faire face à la justice, et fut arrêté à deux reprises. Ron aurait joué dans quelques films pornographiques homosexuels avec Peter North et John Holmes.
Il est un ami de longue date de Peter Beck au Canada, qui était lui aussi producteur de porno.

## Fin de carrière
Le 29 janvier 2013, Jeremy s’est rendu en voiture au Centre médical Cedars-Sinai après avoir ressenti de graves douleurs à la poitrine. Les médecins ont découvert un anévrisme près de son cœur et il a été opéré le lendemain. Trois semaines plus tard, il est sorti de l’hôpital.
Il a été rapporté au début de l’année 2023 par The Daily Beast que Jeremy souffrait de démence degenerative comme l’ont déterminé des experts en santé mentale qui l’ont évalué suite à son arrestation.

## Justice
En 2020, plusieurs femmes l'accusent d'avoir commis des agressions sexuelles contre elles. Il est inculpé le 23 juin pour une agression sexuelle et trois viols, il risque jusqu'à 25 ans d'emprisonnement. Une caution de 6,6 million de dollars est demandée. En janvier 2023, il est déclaré mentalement inapte à être jugé. Il souffre de démence et est libéré de détention provisoire en novembre 2023 pour raisons de santé avec placement dans une « résidence privée » car aucun établissement de santé ne l'accepte.

## Filmographie

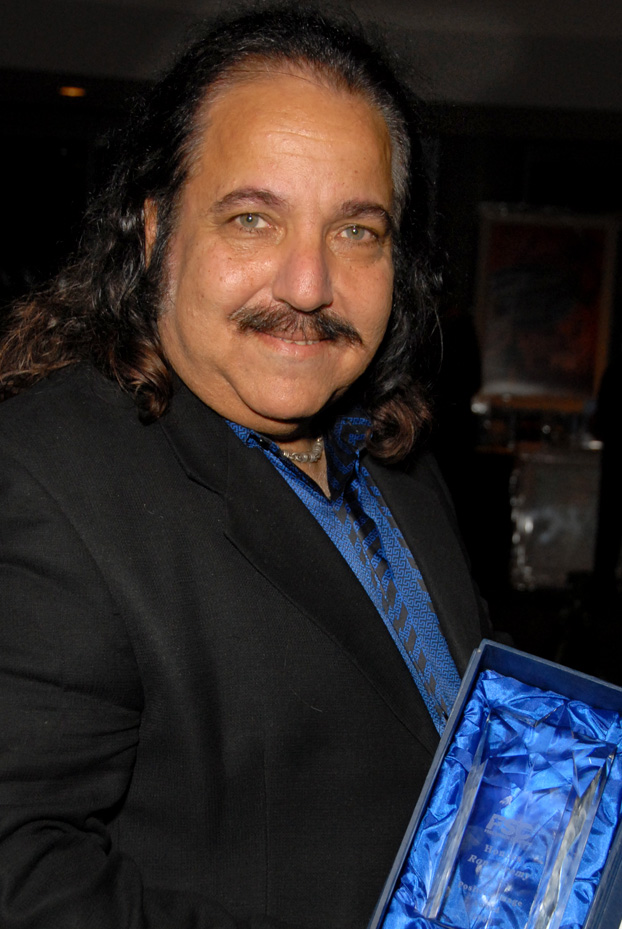
Ron Jeremy en 2009